# Département Orne
Das Département de l’Orne [ˈɔʀn] ist das französische Département mit der Ordnungsnummer 61. Es liegt im Norden des Landes in der Region Normandie und ist nach dem Fluss Orne benannt.

## Geschichte
Das Département wurde am 4. März 1790 aus einem Teil der Provinz Normandie und dem Westteil der Provinz Le Perche geschaffen.
Von 1960 bis 2015 gehörte es zur Region Basse-Normandie, die 2016 in der Region Normandie aufging.

## Städte
Die bevölkerungsreichsten Gemeinden des Départements Orne sind:
| Stadt         | Einwohner (2022) | Arrondissement     |
| ------------- | ---------------- | ------------------ |
| Alençon       | 25.667           | Alençon            |
| Flers         | 14.308           | Argentan           |
| Argentan      | 13.494           | Argentan           |
| L’Aigle       | 7.771            | Mortagne-au-Perche |
| La Ferté-Macé | 5.095            | Alençon            |

## Verwaltungsgliederung

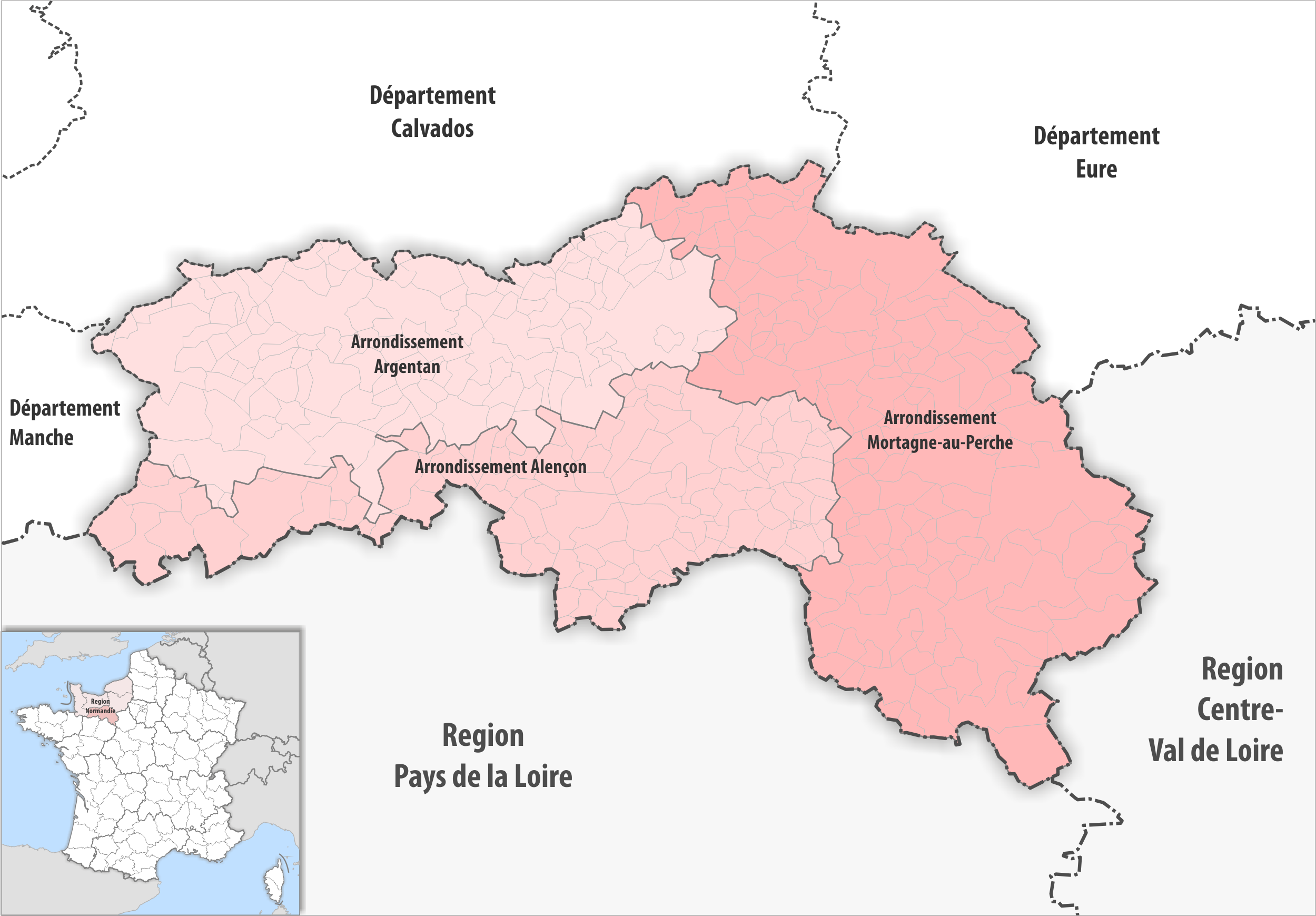
Gemeinden und Arrondissemente im Département Orne

Das Département Orne gliedert sich in 3 Arrondissements, 21 Kantone und 381 Gemeinden:
| Arrondissement     | Kantone | Gemeinden | Einwohner 1. Januar 2022 | Fläche km² | Dichte Einw./km² | Code INSEE |
| ------------------ | ------- | --------- | ------------------------ | ---------- | ---------------- | ---------- |
| Alençon            | 8       | 111       | 84.817                   | 1.548,53   | 55               | 611        |
| Argentan           | 8       | 123       | 107.283                  | 1.904,06   | 56               | 612        |
| Mortagne-au-Perche | 7       | 147       | 84.044                   | 2.650,79   | 32               | 613        |
| Département Orne   | 21      | 381       | 276.144                  | 6.103,38   | 45               | 61         |

Siehe auch:
- Liste der Gemeinden im Département Orne
- Liste der Kantone im Département Orne
- Liste der Gemeindeverbände im Département Orne

## Sehenswürdigkeiten

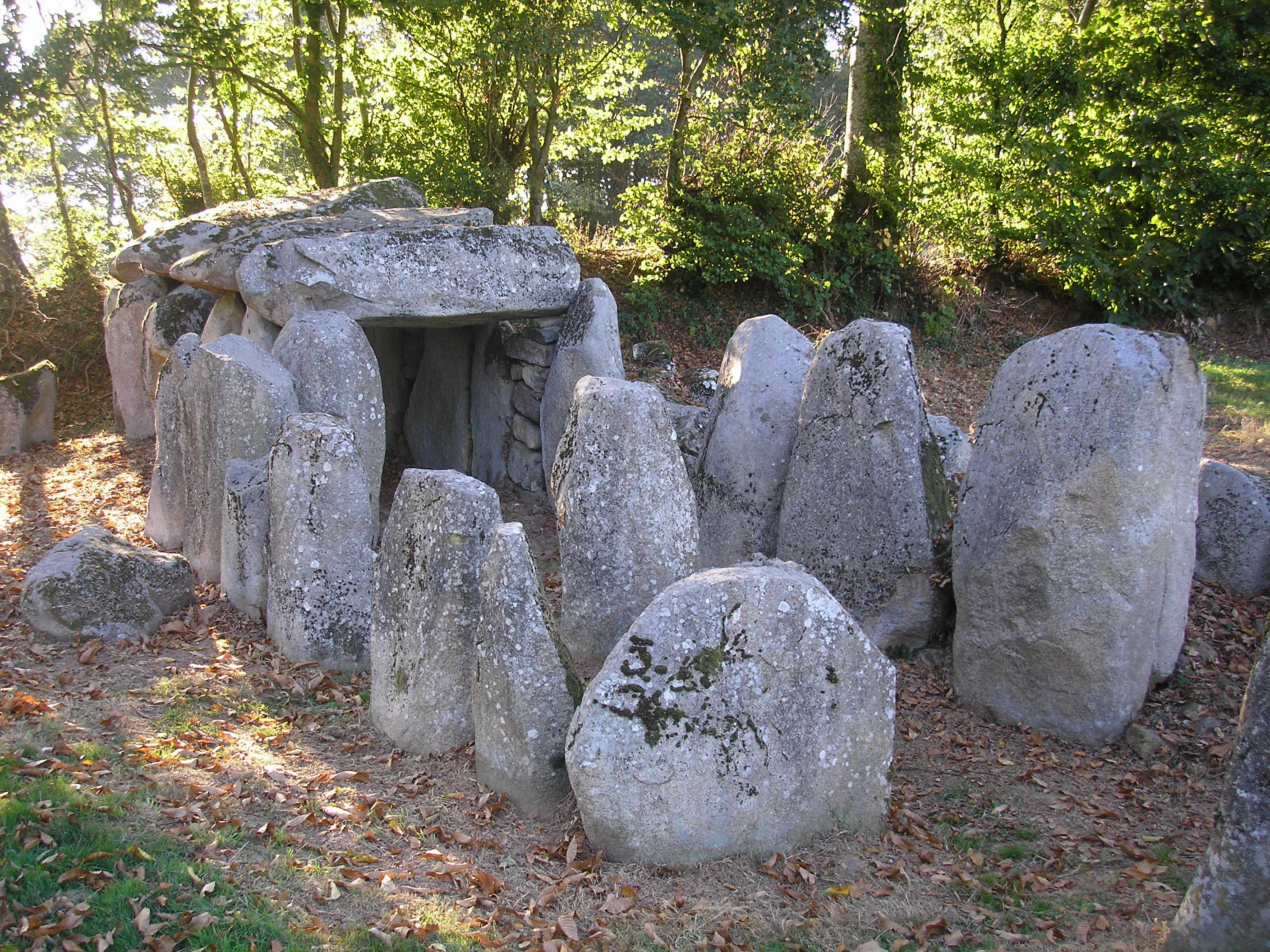
Allée couverte de la Table au Diable

Normannische Hecken- und Weidelandschaft, Apfelbäume, Herrenhäuser und edle Pferde prägen diesen Teil der Normandie. Die Normannen selbst entspannen sich gerne in dem Thermalkurort Bagnoles-de-l’Orne, der von einem 7000 Hektar großen Wald namens „Forêt d’Andaine“ umgeben ist. In Orne befindet sich eines der bekanntesten Nationalgestüte Frankreichs, das Haras du Pin. Neben der Zucht erstklassiger Pferde, wie zum Beispiel der Kaltblutrasse Percheron, ist es für die schlossähnliche Architektur aus dem 18. Jahrhundert bekannt. In kulinarischer Hinsicht steht Orne für die Käsesorte Camembert, die aus dem gleichnamigen Ort Camembert des Départements stammt. Eine weitere Spezialität ist der Poiré (dt. Birnenmost), der aus Birnen gewonnen wird.
Das Département ist reich an vorzeitlichen Relikten, besonders an Dolmen.
- Dolmen La Table des Fées (Chênedouit)
- La Table au Diable in Passais,
- Allée couverte de la Bertinière
- Dolmen de la Gione
- Dolmen de la Grosse-Pierre in Boissy-Maugis,
- Dolmen de la Pierre Levée in Echauffour,
- Dolmen de la Pierre Couplée in la Ferté-Frênel,
- Dolmen Pierre-aux-Bignes in Habloville,
- Dolmen de la Grandière in Joué-du-Bois,
- Dolmen de la Pierre aux Loups in Joué-du-Bois,
- Dolmen La Pierre Procureuse in Saint-Cyr-la-Rosière,
- Dolmen du Creux in Saint-Bômer-les-Forges.
- Menhir de la Rousselière in La Forêt-Auvray
- L’Affiloir de Gargantua in Craménil